# Diecezja Caruaru
Diecezja Caruaru (łac. Dioecesis Caruaruensis) – diecezja Kościoła rzymskokatolickiego w Brazylii. Należy do metropolii Olinda i Recife, wchodzi w skład regionu kościelnego Nordeste II. Została erygowana przez papieża Piusa XII bullą Quae maiori christifidelium w dniu 7 sierpnia 1948.

## Główne świątynie
- Katedra: Katedra Matki Bożej Bolesnej w Caruaru

## Biskupi diecezjalni
- Paulo Hipólito de Souza Libório (1949–1959)
- Augusto Carvalho (1959–1993)
- Antônio Soares Costa (1993–2002)
- Bernardino Marchió (2002–2019)
- José Ruy Gonçalves Lopes OFMCap. (od 2019)